# Das Dschungelbuch (1967)
Das Dschungelbuch (Originaltitel: The Jungle Book) ist der 19. abendfüllende Zeichentrickfilm der Walt-Disney-Studios. Es basiert auf Motiven der Dschungelbuch-Erzählungen von Rudyard Kipling, verarbeitet diese aber frei zu einer völlig anderen Geschichte. Der Film wurde am 18. Oktober 1967 veröffentlicht und war der letzte Zeichentrickfilm in Spielfilmlänge, der noch von Walt Disney selbst produziert wurde.
Nicht zuletzt wegen des Soundtracks wurde der Film enorm populär, vor allem in Europa. In Deutschland ist er sogar der erfolgreichste Film nach Anzahl der Kinobesucher. 2003 erstellte die Bundeszentrale für politische Bildung in Zusammenarbeit mit zahlreichen Filmschaffenden einen 35 Filme umfassenden Filmkanon für die Arbeit an Schulen und nahm Das Dschungelbuch in die Liste auf.

## Handlung
Erzählt wird die Geschichte des Findelkindes Mogli aus der Sicht des Panthers Baghira, der das „Menschenjunge“ im Dschungel findet und bei einer Wolfsfamilie unterbringt. So lebt Mogli zehn Jahre glücklich und zufrieden im Dschungel.
Doch dann droht Gefahr: Der Tiger Shir Khan will Mogli töten, bevor dieser alt genug ist, Shir Khan selbst umzubringen, denn nur Menschen können mit Feuer umgehen – und das ist das einzige, was der Tiger fürchtet. Die Wölfe und Baghira möchten Mogli zu einer Menschensiedlung in Sicherheit bringen, doch davon ist Mogli gar nicht begeistert. Dennoch brechen er und Baghira auf. Sie verbringen die erste Nacht im Dschungel auf einem Baum. Kurz bevor Baghira einschläft, gerät der Menschenjunge in die Falle von Kaa, dem Riesenpython. Während Kaa damit beschäftigt ist, Baghira zu hypnotisieren, kann sich Mogli befreien und Kaa vom Baum herunterwerfen. Am nächsten Morgen werden sie von einer Elefantenkompanie (Dschungelpatrouille) geweckt, der sich Mogli für kurze Zeit anschließt. Mit dem jungen Elefanten „Junior“ freundet er sich an. Jedoch kann Mogli nicht bei den Elefanten bleiben, da Elefantenoberst Hathi keine Menschen mag. Baghira setzt die Reise mit Mogli fort.
Im Dschungel weigert sich Mogli weiterzugehen. Er sieht nicht ein, den Dschungel zu verlassen, und klammert sich an einem Baum fest. Baghira versucht, Mogli am Hosenboden wegzuzerren; Mogli wehrt sich und kann sich aus der misslichen Lage befreien. Der Panther verlässt Mogli verärgert, behält das Menschenjunge jedoch im Auge. Aber anstatt die Gefahren des Dschungels zu umgehen, zieht Mogli auf eigene Faust los und trifft den gemütlichen, unbekümmerten und naiven Bären Balu. Dieser „adoptiert“ den sorglosen Mogli und wird sein Lehrer in Sachen Gemütlichkeit.
Doch wenig später bemächtigt sich eine Horde Affen des Menschenkindes, weil deren König King Louie mit seiner Hilfe das Geheimnis des Feuers herausfinden möchte. Nachdem Balu und Baghira Mogli helfen, von den Affen zu entkommen, muss auch Balu einsehen, dass sein Schützling im Dschungel nicht sicher ist und zu den Menschen gehen sollte. Mogli fühlt sich verraten und macht sich wieder alleine auf den Weg. Baghira bittet daraufhin die Dschungelpatrouille, bei der Suche nach Mogli zu helfen. Doch Shir Khan kann die Pläne belauschen und macht sich ebenfalls auf die Suche. Währenddessen gerät Mogli erneut in die Fänge von Kaa, dem es gelingt, den Jungen in seinen Bann zu ziehen. Durch den plötzlich erscheinenden Shir Khan abgelenkt entgeht Kaa, wie Mogli sich befreit und flieht.
Mogli trifft neue Freunde, die vier Geier Buzzy, Dizzy, Ziggy und Flaps. Während eines plötzlichen Gewitters greift der gefürchtete Tiger Mogli an. Balu kann mithilfe der Geier gerade noch einschreiten und rettet Mogli vor Shir Khans Klauen, wird aber dabei vom Tiger bewusstlos geschlagen. Mogli besiegt den Tiger, indem er einen durch einen Blitzschlag entflammten Ast an Shir Khans Schwanz befestigt – der Feind flüchtet panisch. Baghira und Mogli halten den immer noch reglos am Boden liegenden Balu für tot und Baghira hält eine ergreifende Trauerrede auf den Bären. Balu jedoch lebt, ist wieder bei Bewusstsein und genießt die Lobeshymne auf seine Person.
Das Ende der Reise scheint gekommen, da hört Mogli eine Mädchenstimme aus der Menschensiedlung singen. Verzückt folgt er ihr und lässt seine Freunde zurück. Die sind zwar verwundert, freuen sich aber, dass nun jeder dort ist, wo er hingehört. Arm in Arm singen Balu und Baghira: Probier’s mal mit Gemütlichkeit.

## Figuren
Mogli (Mowgli)Mogli ist ein Mensch, der als Baby im Dschungel ausgesetzt wurde und von den Tieren des Urwalds in ihren Kreis aufgenommen wird.
Balu (Baloo)Balu ist ein gemütlicher Bär, der das Leben in vollen Zügen genießt.
Baghira (Bagheera)Der schwarze Panther hat Mogli als Säugling im Dschungel gefunden und zur Wolfsfamilie gebracht. Er passt gut auf seinen kleinen Freund auf und sorgt letztlich dafür, dass dieser zur Menschensiedlung zurückfindet.
 Shir Khan (Shere Khan)Der Tiger, vor dem sich der ganze Dschungel fürchtet. Abgrundtief hasst er die Menschen, und so gerät auch Mogli in Gefahr. Er fürchtet sich jedoch vor Feuer.
King LouieDer Affenkönig, der gerne wie ein Mensch wäre.
KaaDie Riesenschlange (Tigerpython), die sich auf die Kunst des Hypnotisierens versteht.
Colonel HathiDas Oberhaupt der Elefantenpatrouille und Kommandant der Dschungelpatrouille.
WinifredDie couragierte Elefantenfrau von Colonel Hathi und Mutter von Junior.
JuniorEin kleiner Elefantenjunge, der Mogli in die Elefantenherde einführt.
AkelaOberhaupt des Wolfsrudels, das Mogli aufnimmt.
RamaEin Wolf, dessen Familie sich des Menschenjungen Mogli annimmt.
Raschka (Raksha)Die Frau von Rama. Sie zieht Mogli mit ihren Jungen groß.
Buzzy, Dizzy, Ziggy und FlapsDie vier Geier.
ShantiEin Mädchen, für das sich Mogli interessiert und das ihn am Ende wieder in die Welt der Menschen führt. Ihr Name wird erst in der Fortsetzung erwähnt.

## Produktionsgeschichte
Das Dschungelbuch war der letzte Film, der die Handschrift des im Dezember 1966 verstorbenen Walt Disney tragen konnte. Obwohl einige Kritiker bezweifeln, dass Disney noch großen Einfluss auf den Film hatte – immerhin war er zu diesem Zeitpunkt nur noch Geldgeber und konzentrierte sich mehr auf seine Fernsehsendungen und das Disneyland – beeinflusste er das Endergebnis mehr als noch den Vorgänger Die Hexe und der Zauberer. Zwar war Disney nicht mehr so sehr am kreativen Entstehungsprozess des Dschungelbuchs beteiligt wie noch an Schneewittchen und die sieben Zwerge oder Pinocchio, jedoch waren seine Entscheidungen für den Stil des Films ausschlaggebend.
Ursprünglich war Das Dschungelbuch stilistisch nahe an Rudyard Kiplings Vorlage und entsprechend düster angelegt. Dies ist heute noch sehr gut in den Bildern und der Musik des Vorspannes erkennbar, die weniger fröhlich sind als der eigentliche Film. Auch die Lieder, die von Terry Gilkyson für den Film geschrieben wurden, waren Walt Disney zu düster. Lediglich The Bare Necessities (Probier’s mal mit Gemütlichkeit) fand seine Zustimmung und wurde später verwendet. Als Gilkyson deutlich machte, dass er sich nicht von der dunklen Seite des Filmes distanzieren wollte, ersetzte ihn Walt Disney durch die Gebrüder Robert und Richard Sherman, welche bereits die Lieder zu Mary Poppins geschrieben hatten und Disney als die richtige Wahl schienen, um den Stoff aufzuheitern.
Disney empfahl seinem Team als nächsten Schritt, die bisherigen Storyboards zu ignorieren und die Vorlage nicht weiter zu verwenden bzw. sie gegebenenfalls nur als grobe Vorlage zu nutzen. Das neue Storyboard wurde um die Musik und die Ideen der Shermans gestaltet. Der Charakter einiger Figuren wurde auch verändert. Beispielsweise ist Balu in Rudyard Kiplings Buch ein alter, sehr ernster Bär, und Kaa, die Schlange, ist nicht gefährlich, weil sie Kinder frisst, sondern weil sie so schlau ist. Der von Walt Disney verschmähte Stil der Elektrofotografie wurde zurückgefahren, ausgewählte Elemente – darunter der Mund des indischen Mädchens – wurden wieder von Hand getuscht. Das neue Storyboard gefiel Walt Disney wesentlich besser als das ursprüngliche, jedoch ließ er eine Szene streichen. Nach der Sequenz mit dem Lied „Ich wäre gern wie Du“ war ursprünglich eine Comedy-Action-Szene mit einem reizbaren kurzsichtigen Nashorn namens Rocky geplant, das Mogli, Balu und Baghira angreifen sollte. Disney jedoch fand, dass zwei schnelle und lustige Szenen hintereinander ein schlechter Erzählstil seien.
Der kreative Prozess an Das Dschungelbuch war bereits beendet, als Walt Disney verstarb. Die Animation wurde ohne ihn fertiggestellt, und der Film kam am 18. Oktober 1967 in die US-amerikanischen Kinos, also fast 30 Jahre nach dem ersten abendfüllenden Disneyfilm Schneewittchen und die sieben Zwerge. Er ist allerdings nicht der letzte Animationsfilm, der von Walt Disney in Auftrag gegeben wurde. Kurz vor seinem Tod gab er noch grünes Licht für Aristocats.
Der Affenkönig King Louis sollte ursprünglich von Louis Armstrong gesprochen und gesungen werden und ist auch dementsprechend angelegt. Ein Beispiel hierfür ist King Louis’ Scat-Passage im Lied „Ich wäre gern wie Du“: Die erste Tonaufnahme dieser Gesangsart wird Armstrong zugeschrieben. Letztlich bekam allerdings Louis Prima die Sprech- und Gesangsrolle, weil man bei Disney befürchtete, den König der Affen mit dem König des Jazz zu besetzen würde als Affront gegen Armstrong bzw. Afroamerikaner im Allgemeinen gewertet werden.

### Synchronsprecher
Die deutsche Vertonung entstand 1967 in den Ateliers der Simoton Film in Berlin. Heinrich Riethmüller war für Dialogbuch, -regie und die Liedertexte verantwortlich.
| Rollenname        | Englischer Sprecher               | Deutscher Sprecher                                       | Tier              |
| ----------------- | --------------------------------- | -------------------------------------------------------- | ----------------- |
| Mogli             | Bruce Reitherman                  | Stefan Sczodrok                                          | Mensch            |
| Baghira           | Sebastian Cabot                   | Joachim Cadenbach Ralf Paulsen (Gesang)                  | Schwarzer Panther |
| Balu              | Phil Harris                       | Edgar Ott                                                | Lippenbär         |
| Shir Khan         | George Sanders Bill Lee (Gesang)  | Siegfried Schürenberg Ralf Paulsen (Gesang)              | Königstiger       |
| King Louie        | Louis Prima                       | Klaus Havenstein                                         | Orang-Utan        |
| Kaa               | Sterling Holloway                 | Erich Kestin                                             | Tigerpython       |
| Colonel Hathi     | J. Pat O’Malley                   | Martin Hirthe                                            | Elefant           |
| Winifred          | Verna Felton                      | Ursula Krieg                                             | Elefant           |
| Junior            | Clint Howard                      | Steffen Müller                                           | Elefant           |
| Buzzy             | J. Pat O’Malley                   | Karl Hellmer                                             | Geier             |
| Dizzy             | Lord Tim Hudson                   | Erich Fiedler                                            | Geier             |
| Ziggy             | Digby Wolfe                       | Achim Strietzel                                          | Geier             |
| Flaps             | Chad Stuart                       | Hugo Schrader                                            | Geier             |
| Akela             | John Abbott                       | Jochen Schröder                                          | Wolf              |
| Rama              | Ben Wright                        | Joachim Nottke                                           | Wolf              |
| Shanti            | Darleen Carr                      | Susanne Tremper                                          | Mensch            |
| Diverse Affen     | Leo De Lyon Bill Skyles Hal Smith | Andreas Mannkopff Wilfried Herbst Gerd Duwner Heinz Palm | Affen             |
| Diverse Elefanten | Bill Lee Hal Smith Ralph Wright   | Erich Poremski Heinz Palm                                | Elefanten         |

### Musik
Für die Popularität des Films waren nicht zuletzt die Lieder verantwortlich, die von Richard M. Sherman und Robert B. Sherman geschrieben wurden. Darunter I Wan’na Be Like You (dt.: „Ich wäre gern wie Du“), das Quartett der Geier That’s What Friends Are For (dt.: „Deine Freunde“) und „Colonel Hathis Marsch“. Das wohl populärste Lied ist The Bare Necessities, das von Terry Gilkyson komponiert und in der deutschen Synchronisation als „Probier’s mal mit Gemütlichkeit“ von Balu-Sprecher Edgar Ott gesungen wird.

## Veröffentlichung
Der Film kam am 18. Oktober 1967 in die Kinos. In den folgenden Jahrzehnten wurde der Film immer wieder im Kino gezeigt. Auf DVD erschien er erstmals 2000 bei Buena Vista Home Entertainment. Zum 40. Jahrestag der Uraufführung erschien im Oktober 2007 eine Platinum Edition, die auf zwei Discs viele Extras bietet und sich unter anderem auch mit der während der Vorproduktion des Films auf Walt Disneys Intervention hin fallengelassenen Figur des Nashorns Rocky beschäftigt. Allerdings liegt diese Ausgabe im Format 16:9 vor, in dem der Film auch in den Kinos lief. Gezeichnet wurde er dagegen in 4:3. Im September 2013 ist eine Diamond Edition erschienen. Der Film wurde als DVD und erstmals auf Blu-ray veröffentlicht. Im Dezember 2013 folgte eine Blu-ray-Edition inkl. Buchstützen.
Im deutschen Free-TV wurde der Film erstmals am 18. April 2014 (Karfreitag), nach fast 47 Jahren, auf RTL zur Hauptsendezeit gesendet. Dabei gab es 5,30 Mio. Zuschauer, was einem Marktanteil von 16,1 % entspricht.
Die Filmmusik erschien sowohl in Original- als auch in deutscher Version auf CD.

## Rezeption

### Erfolg
An den US-amerikanischen Kinokassen war Das Dschungelbuch entgegen den Kritikermeinungen ein unglaublicher Erfolg. Er wurde zum bis dahin sechsterfolgreichsten Disneyfilm und zum erfolgreichsten Film des Jahres in den USA. Außerdem erhielt das Lied The Bare Necessities (Probier’s mal mit Gemütlichkeit) eine Oscar-Nominierung. Dennoch erreichte Das Dschungelbuch in den USA bis heute keinen Kultstatus. Weder gibt es große Mengen an Merchandising, noch wird der Film in den US-Disney-Parks repräsentiert. Auch in Fan- und Kritikerbestenlisten ist der Film selten vertreten.
In Europa hingegen feierte Das Dschungelbuch noch größere Erfolge. So ist der Film vielfach in den Top-Besucherzahlenlisten der verschiedenen europäischen Länder vertreten und landet regelmäßig in Bestenlisten. Es wurde 2004 noch vor Toy Story, Findet Nemo und Der König der Löwen von einem britischen Unterhaltungsmagazin zum besten Trickfilm aller Zeiten gewählt. Neben dem vielen Lob seitens der Kritiker hat es Das Dschungelbuch in Europa vor allem zu Kultstatus gebracht. Daher greift das Merchandising auf dem europäischen Markt wesentlich besser als in den USA. Außerdem gibt es im Disneyland Resort Paris ein Dschungelbuch-Themenrestaurant, und die Stars aus dem Film sind regelmäßig Gastgeber der Karnevalssaison.
Den größten Erfolg auf der Welt feierte Das Dschungelbuch in Deutschland. Es ist hier nicht nur der bisher erfolgreichste Disney-Film, sondern gilt auch als einer der erfolgreichsten Kinofilme überhaupt. Begründet wird dies vor allem mit der umfeierten Synchronisation von Heinrich Riethmüller, der die englischen Texte recht frei ins Deutsche übertrug. Die Lieder erhielten dabei noch größeres Lob als die Dialoge und gelten seit langem als Evergreens.
Ein Erfolgsfaktor besteht darin, dass das Wölfling-System der Pfadfinder auf der Romanvorlage (Rudyard Kiplings Dschungelbücher) beruht und diese stetig nachwachsende Altersgruppe eine Zielgruppe für diesen Zeichentrickfilm darstellt.

### Einspielergebnisse
Schon bei seiner ersten Kinoaufführung 1967 spielte Das Dschungelbuch in den USA 13 Mio. US-Dollar ein. Zusammen mit allen weiteren Aufführungen lockte der Film in den USA mehr als 62 Mio. Menschen in die Kinos. Aufgrund von Mundpropaganda und überwiegend guten Kritiken avancierte der Film mit einem weltweiten Einspielergebnis von mehr als 141,8 Mio. US-Dollar zum erfolgreichsten Film des Jahres 1967. Berücksichtigt man die Wiederaufführungen in den Folgejahren, bringt es der Film sogar auf mehr als 400 Mio. US-Dollar Einnahmen, was ihm Platz 36 auf der inflationsbereinigten Liste der erfolgreichsten Filme einbringt.
In Europa war Das Dschungelbuch nicht minder beliebt, allein in Frankreich stehen knapp 15,3 Mio. Besucher zu Buche und machten den Film damit zum erfolgreichsten Trickfilm im Land. Deutschland konnte sogar rund 23,6 Mio. Kinogänger zählen. In Großbritannien sahen den Film 19,8 Mio. Besucher, somit ist Das Dschungelbuch der zweiterfolgreichste Trickfilm im Königreich. Weltweit hatte Das Dschungelbuch bis heute 335 Millionen Besucher und steht damit noch vor Schneewittchen auf Platz 5 der meistbesuchten Kinofilme aller Zeiten.

### Kritik
Das Dschungelbuch polarisierte vor allem US-amerikanische Kritiker. Einige Lobeshymnen feierten den Film, weil er etwas völlig Eigenständiges aus der Vorlage gemacht habe, die Lieder wahre Ohrwürmer und die Animationen und Hintergründe Glanzleistungen seien. Doch gab es auch harsche Kritiken, die dem Film einen Mangel an Atmosphäre und Spannung vorwarfen. Mittelmäßige Kritiken fanden sich kaum.

„Der letzte abendfüllende Zeichentrickfilm, der zu Lebzeiten Walt Disneys hergestellt wurde, ist ein Triumph des Geschichtenerzählers Disney. Die Geschichte […] ist ein zeitlos-spannendes Musical voller Witz und Humor. […] und man hört einige der schönsten Disney-Songs, darunter ‚Probiers mal mit Gemütlichkeit‘ und ‚Ich wäre gern wie du‘.“

„Disney-Trickfilmklassiker mit legendären Figuren, amüsant, mit akzeptablen Gewaltdarstellungen […] Wertung: 3 Sterne = sehr gut“

„Unter den erfolgreichen Disney-Werken ein Klassiker. […] Die deutsche Synchronisation ist sehr gelungen.“

„Die deutsche Synchronisation ist von einer Klasse, von der man heutzutage meist nur noch träumen kann.“

„Daß der Film auch in Deutschland geradezu Kultstatus erlangte […], verdankt er wohl ebenfalls nicht zuletzt der hervorragenden Synchronisation: den hervorragenden Sprechern […] und dann auch den mit viel Witz übertragenen Dialogen, die jede Anbiederung an einen Jugendjargon vermeiden.“

„The Jungle Book … ist ein genau auf das Zielpublikum abgestimmter Film, leicht und glatt, der sich ausschließlich auf die Wirkung seiner vermenschlichten Tierfiguren verläßt. Wer aber Vergleiche mit früheren Filmen zieht, muß etwas wehmütig an die alten Meisterwerke zurückdenken. Der Aufprall der Elefantenkolonne in The Jungle Book – bei dem durch Schnitt einfach dann das Chaos der ineinander verschobenen Dickhäuter gezeigt wird – ist nur ein müder Abglanz jener grandiosen Szene in Dumbo mit der zusammenstürzenden Elefantenpyramide.“

Die Filmbewertungsstelle Wiesbaden verlieh der Produktion das Prädikat wertvoll.

### Auszeichnungen
- 1968: Nominierung des Liedes The Bare Necessities von Terry Gilkyson für den Oscar für den besten Song
- 1979: Jupiter (Kategorie: Bester Film)

## Adaptionen und Fortsetzungen
1990 produzierte Disney die Serie Käpt’n Balu und seine tollkühne Crew. Die Hauptfigur der Serie ist Balu, der zwar nun ein Pilot ist, aber trotzdem immer noch denselben Charakter wie im Film hat. Auch Louie (als Barbesitzer) und Shir Khan (als reicher Firmenmogul) tauchen in der Serie auf.
1996 erschien die kurzlebige Serie Die Dschungelbuch-Kids, die die Kinderzeit der Dschungelbuchtiere zum Thema hat. 2003 erschien mit Das Dschungelbuch 2 eine Fortsetzung zum Film. 2016 wurde eine Realverfilmung veröffentlicht.
Hörspiel-Adaptionen
- Dschungel Buch – Die große Langspielplatte mit buntem Bilderbuch von Disneyland Records (1967). Geschnittene und um Erzähltexte ergänzte Hörspiel-Fassung der Original Film-Dialoge. Darsteller: Mogli (Stephan Sczodrok), Baghira (Joachim Cadenbach; Sprecher), Balu (Edgar Ott), King Loui (Klaus Havenstein), Kaa (Erich Kestin) und Shir Khan (Siegfried Schürenberg).
- Das Dschungelbuch – Das Original-Hörspiel zum Film von Walt Disney Records (erneute Bearbeitung der Originaldialoge; 1997; Länge: 59:09 Min.). Sprecher: Nick Benjamin. Mogli (S. Sczodrok), Baghira (J. Cadenbach), Balu (E. Ott), King Loui (K. Havenstein), Kaa (E. Kestin), Shir Khan (S. Schürenberg) und Hathi (Martin Hirthe).
- Fortsetzungen: Es erschienen zwei Fortsetzungen mit den deutschen Sprechern des Kinofilms. Die Hörspiele greifen Motive aus dem Kinofilm auf und setzen diese kindgerecht um. Die Handlung unterscheidet sich außerdem von der Handlung der Film-Fortsetzung: in der ersten Fortsetzung organisieren Baghira und King Louie ein Wiedersehen zwischen Balu und Mogli (Balu wird dabei von Menschen gefangen und muss befreit werden); in der zweiten feiern Mogli, Balu, Baghira, Kaa und King Louie ein Bananenfest.
- Dschungel Buch und Dschungel Buch II – Original-Hörspiel mit Musik zum Film von Disneyland Records (1978/1979; Längen: 32:51/31:38 Min.). Mogli (Jens Wawrczeck), Baghira (Walter Giller; Erzähler), Balu (Henry König, Folge 1; Mathias Grimm, Folge 2), King Loui (Karl-Friedrich Gerster), Kaa (Rüdiger Schulzki), Shir Khan (Günter Flesch), Hathi (Lothar Grützner) und Dizzy (Heidi Schaffrath, Folge 1). Gesang: K. Havenstein (Folgen 1 und 2), E. Ott, Susanne Tremper, M. Hirthe (alle Folge 1) und Wolfgang Kubach (Folge 2). Regie: Petra Schmidt-Decker; Musikalische Leitung Heinrich Riethmüller.